# Poronai
Der Poronai (russisch Поронай) ist mit 350 km der längste Fluss auf der Insel Sachalin im Fernen Osten Russlands.

## Flusslauf
Der Poronai entspringt im mittleren Teil der Insel an der Westflanke des dort gut 1100 m Nabilski-Kammes, der zum Östlichen Sachalingebirge gehört. Er fließt für einige Kilometer nach Norden, dann nach Westen und erreicht die Tym-Poronai-Niederung, die sich durch den gesamten Nord- und Zentralteil der Insel erstreckt und das Östliche vom Westlichen Sachalingebirge trennt. Der Poronai durchfließt stark mäandrierend die 30 bis 50 Kilometer breite, sumpfige Niederung in südlicher Richtung, bis er bei der nach ihm benannten Stadt Poronaisk in die Terpenija-Bucht („Geduldsbucht“) des Ochotskischen Meeres mündet. Gut 15 km oberhalb der Mündung zweigt der kleinere Mündungsarm Taranka (auch Kjonga) ab, der 6 km nordöstlich des Hauptarmes in die Terpenija-Bucht mündet.

## Hydrologie
Das Einzugsgebiet des Flusses umfasst 7990 km². Die bedeutendsten Nebenflüsse münden in den Poronai von rechts: Onorka (Länge 77 km), Orlowka (83 km) und Leonidowka (95 km). Der längste linke Nebenfluss ist die Schitniza (61 km).
Der Abfluss des Poronai beträgt im Jahresmittel 120 m³/s. Der Fluss friert von November bis April zu, worauf er bis Juni Hochwasser führt.
Der Poronai durchfließt die Stadtkreise Tymowskoje, Smirnych und Poronaisk der Oblast Sachalin. Unmittelbar am Fluss gibt es mit Ausnahme von Poronaisk aufgrund des sumpfigen Geländes keine größeren Ortschaften. Der rechten Seite des Tals folgen jedoch in 3 bis 20 Kilometer Entfernung von Fluss die schmalspurige Bahnstrecke (Kapspur 1067 mm) Juschno-Sachalinsk – Nogliki, die Hauptstrecke der ehemaligen Sachalin-Eisenbahn, sowie die Regionalstraße R487, die die Insel Sachalin ebenfalls in Nord-Süd-Richtung durchquert. Den Mittellauf des Flusses kreuzen auf den einzigen Brücken die Straße und die um 1990 von der Spurweite 750 mm ebenfalls auf Kapspur umgebaute Bahnstrecke Pobedino – Perwomaisk.

## Fischfauna
Der Poronai ist ein Laichgewässer für verschiedene Lachsfische. Im Fluss kommen u. a. folgende Fischarten vor: Masu-Lachs, Buckellachs, Ketalachs, Silberlachs, Dolly-Varden-Forelle, Japan-Saibling und Taimen.